# Populacijski indeks meteorjev
Populacijski indeks meteorjev (oznaka r) opisuje porazdelitev meteorjev v meteorskem roju po svetlosti. Kot merilo za svetlost se uporablja navidezni sij – navidezna magnituda (oznaka m).
Populacijski indeks nam pove kolikokrat več meteorjev z magnitudo m + 1 bomo videli v primerjavi s številom meteorjev z magnitudo m. Drugače povedano, to pomeni: Populacijski indeks pove razmerje števil meteorjev med zaporednimi celimi vrednostmi magnitude.
Primer: r = 3. Naj bo m = 4. To pomeni, da bomo videli trikrat več meteorjev z magnitudo 5 kot pa meteorjev z magnitudo 4.
Če poznamo indeks populacije, lahko izračunamo število meteorjev, ki jih nismo zaznali pri opazovanju. Večji je indeks, več meteorjev lahko zgrešimo pri slabih pogojih opazovanja. Vse je še odvisno od mejne magnitude pri kateri še opazimo sled. Manjši indeks tudi pomeni, da opazujemo meteorski roj v starejšem toku delcev, ki povzročajo meteorje. Manjši meteoroidi povzročajo večji populacijski indeks. S starostjo pa se iz različnih vzrokov iz meteoroidnega toka odstranijo najprej manjši delci.